# Skoky do vody na mistrovství světa v plaveckých sportech 2013
Závody v skocích do vody na mistrovství světa v plaveckých sportech za rok 2013 proběhly v Barceloně, Španělsko ve dnech 20. až 27. července 2013.

## Česká stopa
Na tomto mistrovství světa Česko nemělo ve skocích do vody zastoupení.

## Výsledky

### Individuální disciplíny
| Muži              | Zlato            | Zlato  | Stříbro                 | Stříbro | Bronz                     | Bronz  |
| ----------------- | ---------------- | ------ | ----------------------- | ------- | ------------------------- | ------ |
| Skoky z 1 m prkna | Li Š'-sin (CHN)  | 460,95 | Illja Kvaša (UKR)       | 434,30  | Kevin Chávez (MEX)        | 431,55 |
| Skoky z 3 m prkna | Che Čchung (CHN) | 544,95 | Jevgenij Kuzněcov (RUS) | 508,00  | Yahel Castillo (MEX)      | 498,30 |
| Skoky z 10 m věže | Čchiou Po (CHN)  | 581,00 | David Boudia (USA)      | 517,40  | Sascha Klein (GER)        | 508,55 |
| Ženy              | Zlato            | Zlato  | Stříbro                 | Stříbro | Bronz                     | Bronz  |
| Skoky z 1 m prkna | Che C' (CHN)     | 307,10 | Tania Cagnottová (ITA)  | 307,00  | Wang Chan (CHN)           | 297,75 |
| Skoky z 3 m prkna | Che C' (CHN)     | 383,40 | Wang Chan (CHN)         | 356,25  | Pamela Wareová (CAN)      | 350,25 |
| Skoky z 10 m věže | S' Ja-ťie (CHN)  | 392,15 | Čchen Žuo-lin (CHN)     | 388,70  | Julija Prokopčuková (UKR) | 354,40 |

### Týmové disciplíny
| Muži                                     | Zlato                                          | Zlato  | Stříbro                                               | Stříbro | Bronz                                              | Bronz  |
| ---------------------------------------- | ---------------------------------------------- | ------ | ----------------------------------------------------- | ------- | -------------------------------------------------- | ------ |
| Synchronizované skoky dvojic z 3 m prkna | Čína (CHN) (Čchin Kchaj, Che Čchung)           | 448,86 | Rusko (RUS) (Ilja Zacharov, Jevgenij Kuzněcov)        | 428,01  | Mexiko (MEX) (Rommel Pacheco, Jahir Ocampo)        | 422,79 |
| Synchronizované skoky dvojic z 10 m věže | Německo (GER) (Sascha Klein, Patrick Hausding) | 461,46 | Rusko (RUS) (Viktor Minibajev, Arťom Česakov)         | 445,95  | Čína (CHN) (Cchao Jüan, Čang Jen-čchüan)           | 445,56 |
| Ženy                                     | Zlato                                          | Zlato  | Stříbro                                               | Stříbro | Bronz                                              | Bronz  |
| Synchronizované skoky dvojic z 3 m prkna | Čína (CHN) (Wu Min-sia, Š' Tching-mao)         | 338,40 | Itálie (ITA) (Tania Cagnottová, Francesca Dallapèová) | 307,80  | Kanada (CAN) (Jennifer Abelová, Pamela Wareová)    | 292,08 |
| Synchronizované skoky dvojic z 10 m věže | Čína (CHN) (Liou Chuej-sia, Čchen Žuo-lin)     | 356,28 | Kanada (CAN) (Meaghan Benfeitová, Roseline Filionová) | 331,41  | Malajsie (MAS) (Pandelela Rinongová, Liang Min-jü) | 331,14 |

## Medailová bilance
Ve skocích do vody se rozdělily celkem 10 sad medailí.
| Pořadí | Stát           |       | Muži    | Muži  | Muži  |         | Ženy  | Ženy  | Ženy    |       | Muži + Ženy | Muži + Ženy | Muži + Ženy | Celkem |
| Pořadí | Stát           | Zlato | Stříbro | Bronz | Zlato | Stříbro | Bronz | Zlato | Stříbro | Bronz |             |             |             | Celkem |
| ------ | -------------- | ----- | ------- | ----- | ----- | ------- | ----- | ----- | ------- | ----- | ----------- | ----------- | ----------- | ------ |
| 1.     | Čína (CHN)     |       | 4       | 0     | 1     |         | 5     | 2     | 1       |       | 9           | 2           | 2           | 13     |
| 2.     | Německo (GER)  |       | 1       | 0     | 1     |         | 0     | 0     | 0       |       | 1           | 0           | 1           | 2      |
| 3.     | Rusko (RUS)    |       | 0       | 3     | 0     |         | 0     | 0     | 0       |       | 0           | 3           | 0           | 3      |
| 4.     | Itálie (ITA)   |       | 0       | 0     | 0     |         | 0     | 2     | 0       |       | 0           | 2           | 0           | 2      |
| 5.     | Kanada (CAN)   |       | 0       | 0     | 0     |         | 0     | 1     | 2       |       | 0           | 1           | 2           | 3      |
| 6.     | Ukrajina (UKR) |       | 0       | 1     | 0     |         | 0     | 0     | 1       |       | 0           | 1           | 1           | 2      |
| 7.     | USA (USA)      |       | 0       | 1     | 0     |         | 0     | 0     | 0       |       | 0           | 1           | 0           | 1      |
| 8.     | Mexiko (MEX)   |       | 0       | 0     | 3     |         | 0     | 0     | 0       |       | 0           | 0           | 3           | 3      |
| 9.     | Malajsie (MAS) |       | 0       | 0     | 0     |         | 0     | 0     | 1       |       | 0           | 0           | 1           | 1      |
| Celkem | Celkem         |       | 5       | 5     | 5     |         | 5     | 5     | 5       |       | 10          | 10          | 10          | 30     |